# 옙 PB2
옙 PB2(Yepp PB2, YP-PB2)은 삼성전자에서 2008년 7월에 출시한 포터블 미디어 플레이어이다. 옙 P2의 기본 기능에 지상파 DMB 기능이 추가된 것이 특징이다.